# Agentenorientierte Programmierung
Die agentenorientierte Programmierung ist eine Programmierung, die auf der Theorie der agentenorientierten Paradigmen von Yoav Shoham basiert und hauptsächlich in der Programmiersprache PROLOG genutzt wird.
1993 hat Shoham agentenorientierte Paradigmen veröffentlicht, die auf mentalen Zuständen basieren, womit der innere von außen nicht sichtbare Zustand von Softwareagenten gemeint ist. Eine formale Sprache beschreibt die mentalen Zustände, die durch Annahmen und Verpflichtungen bestimmt werden.
- Handlungen werden beschrieben, z. B. REQUEST, INFORM.
- Beliefs sind Annahmen, die der Agent über seine Umwelt hat, also sämtliche Daten, die ihm zur Verfügung stehen.
- Commitments sind Zusicherungen, die der Agent seiner Umwelt (andere Agenten) gibt. Sie besagen, dass wenn der Agent eine bestimmte Nachricht empfängt, während er sich in einem bestimmten mentalen Zustand befindet, er eine bestimmte Aktion ausführt.
- Herkömmliche Programme werden in einen Wrapper gehüllt, um sie als Agenten betrachten zu können. Shoham spricht von „Agentifizierung“ (agentification).
- Es wird eine zeitpunktbasierte Temporale Logik verwendet.

## Sprachen zur agentenorientierten Programmierung
PLACA ist eine Weiterentwicklung der theoretischen Programmiersprache AGENT-0. PLACA wurde an der Stanford University von Sarah Rebecca Thomas entwickelt. Im Gegensatz zu AGENT-0 hat PLACA den Vorteil, dass nicht nur Anfragen von anderen Agenten beantwortet sowie Anfragen an diese gerichtet werden können, sondern in PLACA auch direkte Mechanismen vorhanden sind, um ein Ziel zu verfolgen und mehrere Aktionen hintereinander auszuführen, um ein Ziel zu erreichen. Jeder Agent in PLACA besitzt eine geordnete Liste mit Intentionen (Zielen) und eine geordnete Liste mit Plänen. Um diese Listen zu verwalten, hat PLACA folgende syntaktische Struktur:
- (INTEND x) – Der PLACA-Agent versucht, die Aussage y wahr zu machen. Daher wird x zur Liste der Intentionen hinzugefügt.
- (ADOPT x) – Fügt die Intention bzw. den Plan zur Liste der Intentionen bzw. Pläne hinzu.
- (Drop x) – Löscht die Intentionen x bzw. den Plan x aus der Liste der Intentionen bzw. Pläne.
- (CAN-DO x) – Der Agent meldet, dass er die Aktion x ausführen kann.

CAROL5 wurde in C++ implementiert, um Gruppenlernsysteme zu implementieren.